# Alliance française de Washington
L’Alliance Française de Washington est une association à but non lucratif de droit américain, elle fait partie du réseau international de l'Alliance Française. Sa mission est de promouvoir la langue française et de favoriser le dialogue culturel en favorisant la meilleure connaissance des cultures d'expression française.

## Historique de l’Alliance Française de Washington

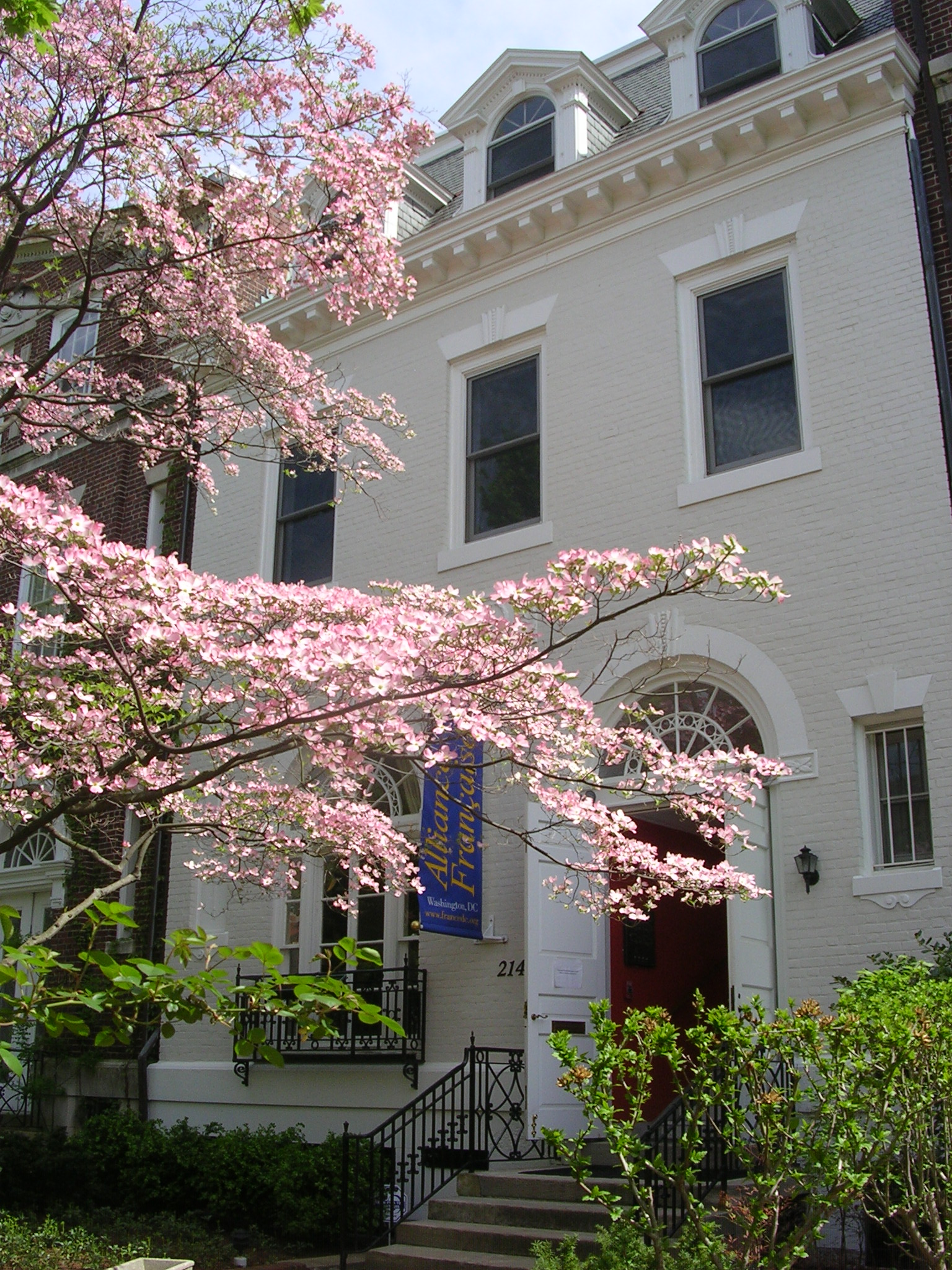
AFDC House

En 1883, Jean-Jules Jusserand, ambassadeur de France aux États-Unis et l’un des pères fondateurs de Alliance française de Paris, décide de fonder une Alliance Française  dans la capitale américaine, l'Alliance Française de Washington voit le jour en 1905.
En 1919, l’Alliance compte 93 membres et emploie 8 personnes.
Cependant, l’Alliance cesse ses activités pendant la deuxième guerre mondiale, conséquence de la fermeture de l’ambassade de France sous le régime de Vichy.
En 1949, André de Limur, officier français volontaire engagé aux côtés des Alliés, s’attèle à faire revivre l’Alliance Française.
Il assume la présidence de l’Alliance Française de Washington de 1949 à 1963. Cette Alliance se révèle stratégique pour les services diplomatiques, du fait des réseaux politiques et sociaux de M. de Limur.
Marguerite La Follette lui succède en juin 1963 et assure la présidence jusqu'en 1989. Durant cette période, l’Alliance prend part à de nombreux projets, dont l'achat en 1970 de la maison dans laquelle se trouvent aujourd’hui les bureaux de l’Alliance, au 2142 Wyoming Avenue, dans le quartier de Kalorama.
Au fur et à mesure du développement de l’Alliance, il devient nécessaire de renforcer l’administration, les programmes et la gestion de l’association. De 1990 à 1993, Dominique Choserot, détaché du ministère français de l’Éducation nationale, occupe la place de professeur et de directeur exécutif. Daniel Blondy, lui aussi détaché de l’Éducation nationale, lui succède de 1993 à 1998. Laurent Mellier rejoint l’Alliance en 1998 en tant que recruté local.
Aujourd’hui elle compte plus de 3 200 membres et 4 000 inscriptions aux cours de français chaque année. Son budget provient essentiellement des cours de langue, des cotisations, et des levées de fonds. Son conseil d’administration comprend 28 personnalités de la vie culturelle et économique de Washington. L’équipe de l’Alliance Française de Washington compte 12 employés, 25 enseignants et 60 bénévoles.

## Cours de langue
L'Alliance Française propose des cours et des ateliers de français pour tous les niveaux et tous les âges. La méthodologie proposée est celle préconisée par le Cadre Européen Commun de Référence pour les Langues.
L’Alliance Française est également centre d’examen pour le Test d’Évaluation du Français (TEF) délivré par la Chambre de Commerce et d’Industrie de Paris. Elle propose depuis 2011 les examens DELF DALF et le TCF.

## Activités sociales et culturelles
L'Alliance Française de Washington propose de nombreux événements culturels tels que conférences, concerts, films, expositions, visites guidées de musées, soirées dégustations et groupes de conversation.
L'Alliance organise plus de 110 événements par an en partenariat avec les institutions culturelles de Washington dont les Smithsonian Associates, la Library of Congress, Francophonie DC, Georgetown University, George Washington University, l’University of Maryland, le Goethe Institut, le Shakespeare Theater, l’Hillwood Museum, la Phillips Collection, le Lisner Auditorium et le club Bohemian Cavern.
Les écrivains Amélie Nothomb, Andreï Makine, Michel Houellebecq et Bernard Werber, le caricaturiste Plantu, les chanteuses des Nubians, Angélique Kidjo, et les musiciens de jazz Jacky Terrasson et Guillaume de Chassy, ont notamment fait partie de la programmation culturelle de l’Alliance Française de Washington ces dernières années.

## Programme de solidarité («Outreach Program»)

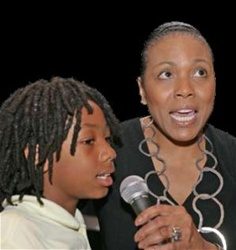
Outreach Program

Créé en 2002, le programme de solidarité de l’Alliance Française de Washington donne la possibilité de s’initier au français à plus de 300 enfants défavorisés des écoles primaires publiques, principalement des quartiers nord-est et sud-est de Washington, chaque année.
Le programme permet aussi à ces enfants de découvrir les cultures d'expression française à travers des activités culturelles.
Le programme fonctionne sur la base de cycles de trois ans par école et est financé annuellement par un gala de bienfaisance organisé par l’Alliance.
 
De nombreux ateliers en présence d’artistes et de conférenciers sont proposés chaque année. L’explorateur Gilles Elkaim, Plantu, les acrobates d’Acrostiches, le paléontologue Jean Clottes et la chanteuse de jazz Dee Dee Bridgewater ont notamment animé des ateliers ces dernières années. 

## La médiathèque
La médiathèque de l’Alliance comprend une collection de plus de 10 000 ouvrages, des magazines français, des vidéos, des DVD et des CD, accessibles et gratuits pour les membres.
Les journaux, revues et magazines que l’on trouve à la médiathèque de l’Alliance Française de Washington sont Le Point, Le Nouvel Obs, France-Amérique (en), Courrier International, Le Monde diplomatique, Lire, Paris Match, Elle, Marie-Claire Idées, Champs Élysées, Bien-dire, Scènes Magazine, Phosphore, Le Français dans le Monde, Ça m'intéresse et France Magazine, Images Doc, Je bouquine et Géo Ado pour les enfants. 
Les programmes de TV5 Monde sont également diffusés pendant les heures d’ouverture de l’Alliance.  

## Le public
Même si la moyenne d’âge est de 35 ans, les cours sont ouverts pour des apprenants à partir de 12 mois (cours pour bébés) jusqu’aux seniors.
L’Alliance Française de Washington communique régulièrement auprès de  25 000 personnes à travers ses brochures, infolettres électroniques, site internet blog, Facebook et Twitter.